# Pavel Schenk
Pavel Schenk, född 27 juni 1941 i Borotín, är en före detta tjeckoslovakisk volleybollspelare.
Schenk blev olympisk silvermedaljör i volleyboll vid sommarspelen 1964 i Tokyo.